# Stephan Skalweit

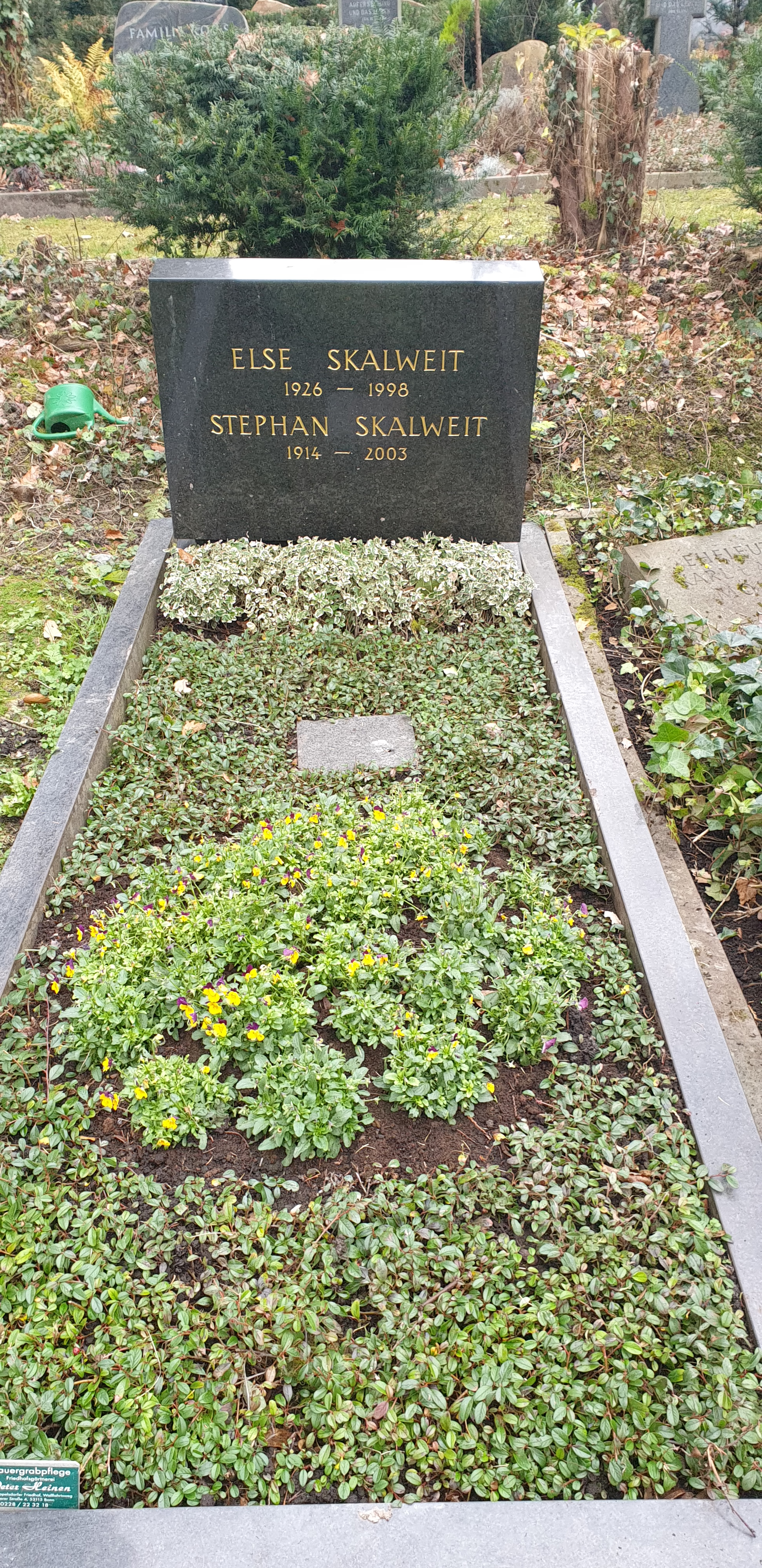
Grab des Ehepaars Skalweit auf dem Poppelsdorfer Friedhof in Bonn

Stephan Skalweit (* 5. Februar 1914 in Gießen; † 9. September 2003 in Bonn) war ein deutscher Historiker.

## Leben
Der Sohn des National- und Agrarökonomen August Skalweit besuchte das Bonner Beethoven-Gymnasium und legte 1932 an der Kieler Gelehrtenschule das humanistische Abitur ab. An der Universität Kiel begann er zum Sommersemester 1932 das Studium der Geschichte, Romanistik, Philosophie und Volkswirtschaft, ging jedoch bereits zum Wintersemester 1932/33 an die Universität Wien zu Heinrich von Srbik und 1933 nach Frankfurt am Main. 1935/36 verbrachte er mit Hilfe eines Stipendiums des Deutschen Akademischen Austauschdienstes ein Jahr an der École normale supérieure in Paris bei den Wirtschaftshistorikern Henri Hauser und Jean Meuvret. In Frankfurt wurde er bei Georg Küntzel 1937 zum Dr. phil. promoviert. Die Dissertation trug den Titel Die Berliner Wirtschaftskrise von 1763 und ihre Hintergründe und untersuchte die wirtschaftspolitischen Reaktionen der preußischen Verwaltung und des Königs auf den überraschenden Zusammenbruch überschuldeter Berliner Textilfirmen.
Durch seine Distanz zum Nationalsozialismus und die entschiedene Ablehnung einer Mitgliedschaft in der NSDAP hatte Skalweit seit dem Sommer 1937 kaum Aussicht auf eine akademische Karriere. Er absolvierte stattdessen von 1937 bis 1939 einen Archivarslehrgang am Preußischen Institut für Archivwissenschaft in Berlin-Dahlem, wo er Bekanntschaft und Freundschaft mit Helmut Beumann, Theodor Schieffer, Paul Egon Hübinger und Eugen Ewig schloss. Sein Lehrer wurde Ernst Posner. 1939 bestand er die Staatsprüfung für den wissenschaftlichen Archivdienst. Im Herbst 1939 erfolgte die Ernennung zum Assessor beim preußischen Geheimen Staatsarchiv, 1942 die Beförderung zum Staatsarchivrat. Bereits seit August 1939 war er Soldat in der Wehrmacht, jedoch wurde der „unsoldatische“ Skalweit bald zur Schreibstube abkommandiert. Ab 1942 wurde er als Dolmetscher für Französisch und dann als Sprachlehrer eingesetzt.
Im August 1945 wurde Skalweit aus amerikanischer Kriegsgefangenschaft entlassen. 1947 trat er eine Stelle als wissenschaftlicher Assistent an der Universität Bonn an, 1951 erfolgte dort bei Max Braubach die Habilitation mit der Untersuchung Frankreich und Friedrich der Große. Der Aufstieg Preußens in der öffentlichen Meinung des ancien régime. In Bonn war Skalweit vor allem für den Wiederaufbau und die Betreuung der im Krieg weitgehend zerstörten Seminarbibliothek zuständig. 1953/54 führte ihn ein neunmonatiges Forschungsstipendium des British Council nach Cambridge, wo ihn Herbert Butterfield betreute. Dabei entstand die Arbeit zu „Edmund Burke und Frankreich“. 1954 erhielt er eine „Diätendozentur“, 1956 wurde ihm vom Kultusminister der Titel außerordentlicher Professor verliehen. Als ordentlicher Professor für Frühe Neuzeit lehrte er von 1957 bis 1963 als Nachfolger von Jean-Baptiste Duroselle an der Universität Saarbrücken, von 1963 bis 1964 an der Freien Universität Berlin und von 1964 bis zu seiner Emeritierung 1982 an der Universität Bonn.
Zu Skalweits akademischen Schülern gehörten unter anderem Günter Buchstab, Bernhard R. Kroener, Matthias Pape, Karl Josef Seidel und Hermann Weber. Skalweit wurde 1959 in die Wissenschaftliche Kommission zur Erforschung der Geschichte der deutsch-französischen Beziehungen kooptiert. Er gehörte zum Beirat der Deutschen Historischen Institute in Paris (1959–1984) und London (1976–1984). Er war Mitglied der Nordrhein-Westfälischen Akademie der Wissenschaften und der Künste. Skalweit wurde der Ordre des Palmes Académiques (Offizier) verliehen.
Skalweits Forschungsschwerpunkte waren Preußen im 18. Jahrhundert und vergleichende Untersuchungen über die Verfassung, Wirtschaft und Gesellschaft von Preußen, England und Frankreich im Zeitalter des Absolutismus. Außerdem beschäftigte er sich mit der Begriffsgeschichte und Theorieproblemen in der Geschichtswissenschaft.
Er war verheiratet, blieb aber kinderlos.

## Schriften (Auswahl)
Monografien
- Die Berliner Wirtschaftskrise von 1763 und ihre Hintergründe (= Vierteljahrschrift für Sozial- und Wirtschaftsgeschichte. Beiheft, Nr. 34). Kohlhammer, Stuttgart u. a. 1937.
- Frankreich und Friedrich der Große. Der Aufstieg Preußens in der öffentlichen Meinung des „ancien regime“ (= Bonner Historische Forschungen. Band 1). Röhrscheid, Bonn 1952.
- Edmund Burke und Frankreich (= Veröffentlichungen der Arbeitsgemeinschaft für Forschung des Landes Nordrhein-Westfalen. Geisteswissenschaften, Heft 60). Westdeutscher Verlag, Köln u. a. 1956.
- Reich und Reformation. Propyläen Verlag, Berlin 1967.
- Der „moderne Staat“. Ein historischer Begriff und seine Problematik. Westdeutscher Verlag, Opladen 1975, ISBN 3-531-07203-X.
- Der Beginn der Neuzeit. Epochengrenze und Epochenbegriff (= Erträge der Forschung. Band 178). Wissenschaftliche Buchgesellschaft, Darmstadt 1982, ISBN 3-534-06095-4.
- Gestalten und Probleme der frühen Neuzeit. Ausgewählte Aufsätze (= Historische Forschungen. Band 32). Duncker & Humblot, Berlin 1987, ISBN 3-428-06243-4.

Herausgeberschaften
- mit Konrad Repgen: Spiegel der Geschichte. Festgabe für Max Braubach zum 10. April 1964. Aschendorff, Münster 1964.